# Андреєв Василь Олексійович
Василь Олексійович Андреєв (1920-1961) — радянський офіцер, учасник німецько-радянської війни, командир взводу розвідки 667-го стрілецького полку 218-ї стрілецької дивізії 47-ї армії Воронезького фронту, Герой Радянського Союзу (3.06.1944), лейтенант.

## Біографія
Народився 10 липня 1920 в селі Комісарівка нині Березанського району Миколаївської області України в сім'ї селянина. Українець. Освіта початкова. Працював на цукровому заводі в Одесі (Україна).
Член ВКП(б)/КПРС із 1943 року.
У Червоній Армії з 1939 року. Учасник Другої Світової війни з червня 1941 року. Брав участь у визволенні України.
Командир взводу розвідки 667-го стрілецького полку лейтенант Василь Андреєв відзначився при форсуванні Дніпра. 23 вересня 1943 року із групою розвідників він переправився через річку, знищив бойову охорону гітлерівців, встановив місця вогневих точок ворога в селах Хмільна і Пекарі Канівського району Черкаської області України. Наступного дня мінометники полку, використовуючи дані розвідувальної групи, накрили ворожу батарею і місця зосередження гітлерівців, знищивши при цьому до двох фашистських рот.
25 вересня, коли полк уже переправився на правий берег Дніпра, група німецьких автоматників пробралася в тил нашим підрозділам і намагалася відрізати їх від берега. Лейтенант Василь Андреєв підняв свій взвод в атаку і в короткому бою знищив ворога.
27 вересня лейтенант Василь Андрєєв із розвідниками в селі Хмільна вивів із ладу два міномети противника.

Указом Президії Верховної Ради СРСР від 3 червня 1944
за зразкове виконання бойових завдань командування на фронті боротьби з німецькими загарбниками і виявлені при цьому відвагу і геройство
лейтенанту Андреєву Василю Олексійовичу присвоєно звання Героя Радянського Союзу з врученням ордена Леніна і медалі «Золота Зірка» (№ 2328).
Після війни В. О. Андрєєв звільнений у запас. Жив і працював в місті Нижній Ломов Пензенської області. Помер 6 листопада 1961.

## Нагороди
- Медаль «Золота Зірка» Героя Радянського Союзу (№ 2328)
- Орден Леніна
- Орден Червоного Прапора
- Орден Червоної Зірки
- Медалі, в тому числі:
  - Медаль «За перемогу над Німеччиною у Великій Вітчизняній війні 1941—1945 рр.»

## Пам'ять
- Похований на алеї Слави парку в місті Нижній Ломов. На могилі встановлено пам'ятник.
- Одна з вулиць міста Нижній Ломов має ім'я В. О. Андреєва.
- У місті Нижній Ломов Пензенської області, на Алеї слави герою встановлено пам'ятну дошку.